# Колко неловко
„Колко неловко“ (на английски: So Awkward) е сериал по Си Би Би Ес, който проследява живота на група приятели от училище. В него участват Клео Деметриу в ролята на Лили Хамптън, Амира Фалзон-Оджо и Емили Бърнет (в сезон 6) в ролята на Джас (Джасмин) Салфорд, София Дал'аглио в ролята на Марта Фицджералд, Арчи Линдхърст в ролята на Оли Коултън, Джейми Флетърс в ролята на Мат (Матю) Фърниш, Самюъл Смол в ролята на Роб Едуардс и Раиф Кларк в ролята на Сид Беван . Първият сезон от тринадесет епизода започва на 21 май 2015 г. и завършва на 6 август 2015 г. Друг сезон с тринадесет епизода започва на 25 август 2016 г. и приключва на 17 ноември 2016 г., последван от трети сезон с тринадесет епизода, който започва на 31 август 2017 г. и приключва на 23 ноември 2017 г.
Четвърти, пети и шести сезон са поръчани в началото на 2018, 2019 и 2020 г. Сезон 4 започва да се излъчва през август 2018 г., сезон 5 започва да се излъчва през септември 2019 г., а сезон 6 започва на 6 август 2020 г.  Всеки епизод обаче излиза по-рано в Би Би Си АйПлейър.
На 22 септември 2020 г. Линдхърст умира от мозъчен кръвоизлив на 19-годишна възраст. Той е син на актьора от "Само глупаци и коне" Никълъс Линдхърст.
На 27 юли 2021 г. по Си Би Би Ес и Би Би Си АйПлейър се състоя премиерата на тринайсетсерийна спинофна поредица, озаглавена "Още е неловко". В този сериал се появяват нови герои като Максим Айс в ролята на Себ (Себастиан) Фолкс Смайт, Есмонд Коул в ролята на Самсон Рослинг, Индиго Грифитс в ролята на Франки Симпсън, Ариан Ник в ролята на Джош Купър, Ели Клейтън в ролята на Клеър Фокс, Али Кан в ролята на Мег Уотсън и Стив Марш в ролята на Стив Гринстед. Единствените герои, които се появяват от основните серии, са Лили Хамптън, Джеф Малоун и Руфъс Уолпол.

## Актьорски състав и герои[3]
| Актьор              | Герой                 | Сезон      | Сезон      | Сезон      | Сезон      | Сезон      | Сезон      | Сезон      |
| Актьор              | Герой                 | 1          | 2          | 3          | 4          | 5          | 6          | 7          |
| ------------------- | --------------------- | ---------- | ---------- | ---------- | ---------- | ---------- | ---------- | ---------- |
| Клео Деметриу       | Лили Хамптън          | Главна     | Главна     | Главна     | Главна     | Главна     | Главна     | Главна     |
| Амира Фалзон Оджо   | Джасмин Салфорд       | Главна     | Главна     | Главна     | Главна     | Главна     |            |            |
| Емили Бърнет        | Джасмин Салфорд       |            |            |            |            |            | Главна     |            |
| София Дал'Аглио     | Марта Фицджералд      | Главна     | Главна     | Главна     | Главна     | Главна     | Главна     |            |
| Арчи Линдхърст      | Оливър Колтън         | Главна     | Главна     | Главна     | Главна     | Главна     | Главна     |            |
| Джейми Флатърс      | Матю Фърниш           | Главна     | Главна     |            |            |            |            |            |
| Сюзън Ърл           | Стефани Григс         | Главна     | Главна     | Главна     |            |            |            |            |
| Клив Рол            | Кийт Салфорд          | Главна     | Главна     | Главна     | Главна     |            |            |            |
| Карла Мендонса      | Саския Фицджералд     | Главна     | Главна     | Главна     | Главна     |            |            |            |
| Вики Хол            | Фърн Хамптън          | Главна     | Главна     | Главна     | Главна     |            |            |            |
| Алекс Картър        | Джеф Малоун           | Поддържаща | Главна     | Главна     | Главна     | Главна     | Главна     | Главна     |
| Чарли Никълсън      | Руфъс Уолпол          | Поддържаща | Поддържаща | Поддържаща | Поддържаща | Поддържаща | Поддържаща | Поддържаща |
| Флин Хорн           | Джейсън Хамптън       | Поддържаща | Поддържаща |            |            |            |            |            |
| Лорън Тейлър-Грифин | Наташа Джоунс         | Поддържаща | Поддържаща |            |            |            |            |            |
| Бела Бенд           | Джени                 | Поддържаща | Поддържаща | Поддържаща |            |            |            |            |
| Роузи Бур           | Каси                  |            | Главна     | Главна     |            |            |            |            |
| Фишър Костело-Роуз  | Максуел               |            | Главна     | Главна     |            |            |            |            |
| Манприт Бамбра      | Джейд                 |            | Главна     |            |            |            |            |            |
| Кавърн Бачелър      | Алфи                  |            |            | Поддържаща |            |            |            |            |
| Самюъл Смал         | Роб Едуардс           |            |            | Главна     | Главна     | Главна     |            |            |
| Лора Айкман         | Вики Парфит           |            |            | Главна     |            |            |            |            |
| Райф Кларк          | Сид Беван             |            |            |            | Главна     | Поддържаща | Главна     |            |
| Мартин Тренаман     | Кен                   |            |            |            | Главна     |            |            |            |
| Нетра Тилакумара    | Кат                   |            |            |            |            | Главна     | Главна     |            |
| Дани Грифин         | Хънтър Филипс         |            |            |            |            | Поддържаща |            |            |
| Джанис Конъли       | Мейзъл                |            |            |            |            | Гост       | Главна     |            |
| Максим Ейс          | Себастиан Фолкс Смайт |            |            |            |            |            |            | Главна     |
| Езмънд Кол          | Самсън Рослинг        |            |            |            |            |            |            | Главна     |
| Индиго Грифитс      | Франки Симпсън        |            |            |            |            |            |            | Главна     |
| Ариан Ник           | Джош Купър            |            |            |            |            |            |            | Главна     |
| Ели Клейтън         | Клер Фокс             |            |            |            |            |            |            | Главна     |
| Али Кан             | Мег Уотсън            |            |            |            |            |            |            | Главна     |
| Стив Марш           | Стив Гримстед         |            |            |            |            |            |            | Главна     |

## Сезони и епизоди
| Сезон | Сезон | Епизоди | Излъчване         | Излъчване        |
| Сезон | Сезон | Епизоди | Премиера          | Финал            |
| ----- | ----- | ------- | ----------------- | ---------------- |
|       | 1     | 13      | 21 май 2015       | 6 август 2015    |
|       | 2     | 13      | 25 август 2016    | 17 ноември 2016  |
|       | 3     | 13      | 31 август 2017    | 23 ноември 2017  |
|       | 4     | 12      | 23 август 2018    | 8 ноември 2018   |
|       | 5     | 13      | 12 септември 2019 | 26 декември 2019 |
|       | 6     | 14      | 6 август 2020     | 22 октомври 2020 |

## Сезон 1 (2015)
| № | #  | Заглавие                                                  | Режисура         | Сценарий    | Първо излъчване | Първо излъчване в България | Рейтинг (в милиони) |
| --- | -- | --------------------------------------------------------- | ---------------- | ----------- | --------------- | -------------------------- | ------------------- |
| 01 | 1  | Родителогия ("Parentology")                               | Ребека Райуърт   | Джули Бауър | 21 май 2015     | 7 юни 2021                 | Неизвестно          |
| Марта се чувства изоставена от майка си, която е работохоличка, затова се опитва да се забърка в неприятности в училище, за да бъде забелязана, с помощта на Джас. За съжаление, това не е толкова лесно, колкото изглежда. Когато майка ѝ разбира, че Марта се чувства изоставена, тя се опитва да го поправи, но Марта осъзнава, че предпочита да има майка работохоличка такава, каквато е била преди. Междувременно на Лили ѝ е омръзнало майка ѝ да ѝ плете смущаващи пуловери и да я пита дали си има гадже. Тя се преструва, че Оли е нейно гадже, което води до катастрофални резултати. |    |                                                           |                  |             |                 |                            |                     |
| 02 | 2  | Приятелишаване ("Friendundancy")                          | Ребека Райуърт   | Джули Бауър | 21 май 2015     | 8 юни 2021                 | Неизвестно          |
| Наближава Денят на дрехите и Лили не иска да носи отново един от странните и чудати тоалети на Джас. Тя се сблъсква с Наташа Джоунс и случайно предлага всички да носят жълто и в крайна сметка се опитва да смени тоалетите на Джас и Наташа. Накрая се отказва, когато забравя, че Джас се е преместила в нейния клас по изкуства преди седмица. Лили прегръща идеята на Джас за зомбитата и в крайна сметка те установяват готина тенденция. Междувременно Марта се превръща в готка, а Оли решава, че поради страха си от дрехите не може повече да понася разговорите на момичетата за дрехи. Оли дава на момичетата да подпишат формуляр за "приятелство".                                                                           |    |                                                           |                  |             |                 |                            |                     |
| 03 | 3  | Шест- ("A Minus")                                         | Джордан Хог      | Биди Блейк  | 28 май 2015     | 9 юни 2021                 | Неизвестно          |
| Марта е ужасена, когато получава шестица минус на теста си, затова преговаря толкова много, че започва да припада навсякъде. Госпожа Григс се притеснява за нея и решава да направи Мат нейния учител по забавление. Първоначално Марта е раздразнена, но скоро научава, че може да се забавлява, и помага на Мат да подобри оценките си. Лили ревнува, че Марта прекарва толкова много време с Мат, а Оли ревнува, че Марта е винаги с Мат, затова Джас измисля план да ги събере. |    |                                                           |                  |             |                 |                            |                     |
| 04 | 4  | Факторът Нокс ("The Nox Factor")                          | Джордан Хог      | Джули Бауър | 4 юни 2015      | 10 юни 2021                | Неизвестно          |
| Майката на Марта купува три билета за научна беседа, водена от известен учен - д-р Нокс. Лили и Джас си го харесват, затова се надпреварват да бъдат по-добри приятелки, за да може Марта да ги вземе. Накрая Марта отива да попита госпожа Григс кого да избере. След като не успява да убеди Марта да я вземе, г-жа Григс конфискува билетите, но случайно ги оставя в една книга, която по-късно връща в библиотеката. Междувременно Оли иска да докаже на всички останали, че е по-добър от д-р Нокс, с помощта на Мат. |    |                                                           |                  |             |                 |                            |                     |
| 05 | 5  | Господин Болен Мечо ("Mr. Sicky Bear")                    | Джордан Хог      | Джули Бауър | 11 юни 2015     | 11 юни 2021                | Неизвестно          |
| Джас много иска да бъде Жулиета в училищна пиеса, но се разболява. Тя случайно предава настинката на Марта и двете трябва да си вземат няколко дни болничен. Марта остава в дома на Джас. Когато пристига там, тя открива, че къщата на Джас е пълна с боклуци и прекарва цяла вечност в чистене. Тя също така изпира плюшената играчка, която бащата на Джас използва, за да я развесели, когато е болна, което дълбоко разстройва Джас и баща ѝ. Междувременно, тъй като Джас е болна, Оли много иска Лили да бъде Жулиета в пиесата. Тя обаче не иска да предаде Джас, въпреки че Ромео е Мат Фърниш, когото харесва. |    |                                                           |                  |             |                 |                            |                     |
| 06 | 6  | Любовна машина ("Love Machine")                           | Джордан Хог      | Биди Блейк  | 18 юни 2015     | 14 юни 2021                | Неизвестно          |
| Лили се притеснява, че двамата с Мат може да не са съвместими, затова Джас адаптира софтуер за съвместимост на растенията, който показва колко съвместими сте с някого или кой е вашият идеален партньор от цялата база данни на училището. Когато Лили открива, че тя и Мат са 97% съвместими, тя се притеснява и се опитва да разбере какви са 3-те процента. Когато Джас въвежда госпожа Григс в софтуера, тя с ужас открива, че перфектната съвместимост е собственият ѝ баща! Тя се притеснява, когато госпожа Григс ѝ дава писмо, за да го предаде на баща си, и го скрива, мислейки, че това е предложение за среща. Когато обаче Лили получава същия плик, Джас открива, че той е бил просто молба да помогне на училищния панаир. |    |                                                           |                  |             |                 |                            |                     |
| 07 | 7  | Библиотека срещу дърво ("Library vs. Tree")               | Ребека Рейуърт   | Марк Осуин  | 25 юни 2015     | 15 юни 2021                | Неизвестно          |
| Марта води кампания за построяване на нова библиотека, но когато кампанията се осъществява, те откриват, че любимото дърво на Джас ще трябва да бъде отсечено. Започва ожесточена битка между Марта и Джас и техните родители. Когато всичко приключва, те откриват, че плановете за библиотеката са отменени, но след това научават, че дървото все пак ще бъде отсечено за нов спортен център. |    |                                                           |                  |             |                 |                            |                     |
| 08 | 8  | Космическо гостуване ("Space Over")                       | Ребека Райуърт   | Джули Бауър | 2 юли 2015      | 16 юни 2021                | Неизвестно          |
| Когато Лили научава, че Мат излиза с момиче на име Грета Мастърс, тя много се разстройва. Джас организира преспиване, за да я развесели, но Марта е разстроена, защото същата вечер се наблюдава рядка комета. Тя се опитва да промъкне Оли на тавана на къщата на Лили, за да могат да видят кометата. |    |                                                           |                  |             |                 |                            |                     |
| 09 | 9  | Фицджералд срещу Фицджералд ("Fitzgerald vs. Fitzgerald") | Джордан Хог      | Мат Брито   | 9 юли 2015      | 17 юни 2021                | Неизвестно          |
| Когато кариерният консултант казва на Марта, че не може да стане адвокат по правата на човека и че трябва да се стреми към по-ниски цели, тя се противопоставя на майка си да върне училищния автомат, защото Джас не може да се съсредоточи без шоколада от него. Почти е победена, но доказва, че майка ѝ не е подписала. Тъй като майката на Марта е използвала печата на подписа си, това не е легален документ. |    |                                                           |                  |             |                 |                            |                     |
| 10 | 10 | Появата на Рокси ("Rox My World")                         | Ребера Райкрофт  | Биди Блейк  | 16 юли 2015     | 18 юни 2021                | Неизвестно          |
| Момичетата се обединяват, за да участват в националния конкурс "Млади изобретатели". Лили и Марта се скарват, когато Лили напуска отбора, за да се присъедини към отбора на Мат, а Марта заменя Лили със зубрачката Роксан Бънс. Роксан наскоро се е завърнала от програма за научен обмен във Франция и през това време е претърпяла голяма трансформация - зубрачката е станала суперготина, като сега се нарича Рокси. Мат Фърниш се влюбва до уши в Рокси и идва при Лили за съвет как да я впечатли. В крайна сметка Лили дава уроци на момчето, което харесва, как да заговори друго момиче. Междувременно Лили не осъзнава, че Джас на свой ред съветва Рокси как да си осигури гаджето Мат.                                        |    |                                                           |                  |             |                 |                            |                     |
| 11 | 11 | Добри момичета ("Good Girls")                             | Ребека Райкрофт  | Марк Осуин  | 23 юли 2015     | 21 юни 2021                | Неизвестно          |
| Когато Лили губи вратовръзката си, тя неволно е насърчена да "открадне" вратовръзка от по-възрастен ученик, на когото е помогнала по-рано. Междувременно Марта е наречена порта и отрича това. |    |                                                           |                  |             |                 |                            |                     |
| 12 | 12 | Всички обичат Клементайн ("Everyone Loves Clementine")    | Ребека Райкрофтс | Мат Брито   | 30 юли 2015     | 22 юни 2021                | Неизвестно          |
| Лили взема книги от библиотеката и ги оставя върху колата, докато си връзва връзките на обувките, но проблемите започват, когато колата потегля с тях. Книгите трябва да бъдат върнати в същия ден и тъй като Лили не иска да бъде изгонена от библиотеката, тя си измисля Клементина, за да каже, че Клементина е загубила книгите, така че Джас се опитва да направи Клементина възможно най-убедителна, но още повече проблеми дебнат зад ъгъла, когато Лили се представя за Клементина за състезанието по писане, защото е забравила библиотечния си стикер. |    |                                                           |                  |             |                 |                            |                     |
| 13 | 13 | Връхлитащи тигри ("Pouncing Tigers")                      | Джордан Хог      | Джули Бауър | 6 август 2015   | 23 юни 2021                | Неизвестно          |
| Джас записва момичетата на благотворителен баскетболен турнир, за да впечатли Джейсън, в когото е влюбена. |    |                                                           |                  |             |                 |                            |                     |

## Сезон 2 (2016)
| № | #  | Заглавие                                              | Режисура    | Сценарий                      | Първо излъчване   | Първо излъчване в България | Рейтинг (в милиони) |
| --- | -- | ----------------------------------------------------- | ----------- | ----------------------------- | ----------------- | -------------------------- | ------------------- |
| 14 | 1  | Вечеря за среща ("Dinner Date")                       | Иън Къртис  | Антъни МакМъри                | 25 август 2016    | 20 септември 2021          | Неизвестно          |
| Лили кани Мат на вечеря, но нещата не вървят по план. Междувременно манията на Марта да подражава на своя идол кара Оли да ревнува. |    |                                                       |             |                               |                   |                            |                     |
| 15 | 2  | Голям смях ("PSHE Hee Hee")                           | Иън Къртис  | Антъни МакМъри                | 1 септември 2016  | 21 септември 2021          | Неизвестно          |
| Марта се опасява, че г-н Малоун не преподава достатъчно добре, затова се притеснява, че ще изкара ниска оценка, а Лили се притеснява, че не може да разсмее Мат. |    |                                                       |             |                               |                   |                            |                     |
| 16 | 3  | Локостиум Инсектум ("Locustium Insectium")            | Иън Къртис  | Джули Бауър                   | 8 септември 2016  | 22 септември 2021          | Неизвестно          |
| Джас се грижи за училищните скакалци и им се посвещава; опитите на Лили да прикрие бягството на скакалците от нея бързо излизат извън контрол. Междувременно Марта и Оли се занимават с конкурентните си приложения за телефон. |    |                                                       |             |                               |                   |                            |                     |
| 17 | 4  | Целувката ("The Kiss")                                | Иън Къртис  | Луси Гай                      | 15 септември 2016 | 23 септември 2021          | Неизвестно          |
| Лили е твърдо решена да целуне Мат, за да докаже, че наистина са гаджета, Марта и Оли правят проект за пренасянето на микроби, а г-н Малоун подозира, че г-жа Григс флиртува с него. |    |                                                       |             |                               |                   |                            |                     |
| 18 | 5  | Бандата на жаргона ("Slang Gang")                     | Иън Къртис  | Антъни МакМъри                | 22 септември 2016 | 24 септември 2021          | Неизвестно          |
| Марта и Оли построяват машина за генериране на жаргон, която да им помогне да измислят готин надпис за училищната стена с графити. Междувременно Джас се опитва да открие изобретателя на нова жаргонна дума, която обикаля училището, а Лили се чуди какво има в дневника на Мат. |    |                                                       |             |                               |                   |                            |                     |
| 19 | 6  | Момичета и момчета ("Girls & Boys")                   | Иън Къртис  | Адам Гудуин и Джонатан Паркин | 29 септември 2016 | 27 септември 2021          | Неизвестно          |
| Момичетата са приемани за момчета, когато се преобличат за драмата, а Лили продължава да се преструва, за да се сближи с Мат. Оли, който е без контактни лещи и се опитва да избегне носенето на старите си очила, завързва приятелство с алтер егото на Лили - "Лиъм". |    |                                                       |             |                               |                   |                            |                     |
| 20 | 7  | Най-добра приятелка ("BFF")                           | Иън Къртис  | Мат Брито                     | 6 октомври 2016   | 28 септември 2021          | Неизвестно          |
| Когато госпожа Хамптън доброволно се съгласява да помогне на предстоящия фестивал на храната в училище, Лили се притеснява, че майка ѝ ще я злепостави, но когато Джас се опитва да помогне, това води само до ревност. Междувременно Марта се превръща в случаен бунтар и рискува мястото си в отбора по шахмат. |    |                                                       |             |                               |                   |                            |                     |
| 21 | 8  | Надпревара към дъното ("Race To The Bottom")          | Джордан Хог | Марк Осуин                    | 13 октомври 2016  | 29 септември 2021          | Неизвестно          |
| Марта и Лили отчаяно се надпреварват да не станат отличнички на класа, тъй като събитието за награждаване влиза в противоречие с плановете им. |    |                                                       |             |                               |                   |                            |                     |
| 22 | 9  | Договор за парти ("Party Clause")                     | Джордан Хог | Джули Бауър                   | 20 октомври 2016  | 30 септември 2021          | Неизвестно          |
| По традиция Марта и Джас празнуват заедно рождения си ден. Когато Джас и баща ѝ предлагат тази година да го "разчупят" става спор. |    |                                                       |             |                               |                   |                            |                     |
| 23 | 10 | Какво би направила Емелин? ("What Would Emmeline Do") | Джордан Хог | Луси Гай                      | 27 октомври 2016  | 1 октомври 2021            | Неизвестно          |
| Когато снимка на Марта е обработена с фотошоп, тя е възмутена. Междувременно най-новата мания на г-жа Григс е подводното карате. |    |                                                       |             |                               |                   |                            |                     |
| 24 | 11 | Проклятието на Салфорд ("The Salford Curse")          | Джордан Хог | Адам Гудуин и Джонатан Паркин | 3 ноември 2016    | 4 октомври 2021            | Неизвестно          |
| Оли и Марта смятат, че Каси и Максуел се опитват да ги заместят, тъй като копират това, което правят, но по-добре, така че те се чувстват принудени да спрат Каси и Максуел, като саботират техния щанд за лимонада. Междувременно Кийт Салфорд тренира училищния отбор по хокей и разчита на Джас да не се разсейва и да попречи на другия отбор да вкара гол, но се изнервя, когато смята, че е подвластна на проклятие. Лили не участва в нито едно от тези неща и се чувства така, сякаш е загубила приятелите си, затова се опитва да ги накара да забележат колко добри приятели са били и как би било чудесно, ако пак станат такива. |    |                                                       |             |                               |                   |                            |                     |
| 25 | 12 | Визуален контакт ("Eye Contact")                      | Джордан Хог | Холи Филипс                   | 10 ноември 2016   | 5 октомври 2021            | Неизвестно          |
| Госпожа Григс решава, че класът по социални умения може да бъде полезен за някои ученици - включително Марта, Руфъс, Каси и Максуел. |    |                                                       |             |                               |                   |                            |                     |
| 26 | 13 | Тотални емоции ("Totes Emosh")                        | Джордан Хог | Джули Бауър                   | 17 ноември 2016   | 6 октомври 2021            | Неизвестно          |
| Марта е притеснена, когато е единствената, която не е плакала по време на събрание, което означава, че трябва да намери начин да се справи с различните чувства, които я карат да плаче, ако иска да промени света. Междувременно Мат иска да се яви на прослушване за училищната група с друго популярно момиче, което кара Лили да ревнува. |    |                                                       |             |                               |                   |                            |                     |

## Сезон 3 (2017)
| № | #  | Заглавие                                            | Режисура      | Сценарий                      | Първо излъчване   | Първо излъчване в България | Рейтинг (в милиони) |
| --- | -- | --------------------------------------------------- | ------------- | ----------------------------- | ----------------- | -------------------------- | ------------------- |
| 27 | 1  | Двете госпожи Хамптън“ ("The Two Mrs. Hamptons")    | Иън Къртис    | Антъни МакМъри                | 31 август 2017    | 8 ноември 2021             | Неизвестно          |
| Лили осъзнава, че се оказва точно като майка си. Когато открива, че оценките на майка ѝ в училище внезапно са се понижили от отлични до четворки и тройки в годината, в която си е хванала гадже, Лили отчаяно се опитва да избегне същото, което се случва с нея сега, когато официално излиза с Роб. Тя опитва различни стратегии - излиза с по-малките деца Каси и Максуел, за да запази младостта си, и планира образователен съботен следобед с Роб, вместо да ходи по магазините. Нито една от стратегиите ѝ не работи. Междувременно Руфъс, който е влюбен в Марта, ѝ помага с разговорния испански. Когато Руфъс кани Марта на среща, а тя отказва, той се досеща, че тя сигурно вече си има гадже, и предполага, че това е Оли. Неудобно в тази ситуация, но все пак притеснена да задържи Руфъс като свой учител, Марта решава да се престори, че всъщност излиза с Оли. |    |                                                     |               |                               |                   |                            |                     |
| 28 | 2  | Госпожица Перфектна ("Ms. Perfect")                 | Иън Къртис    | Антъни МакМъри                | 7 септември 2017  | 9 ноември 2021             | Неизвестно          |
| Учителят по история г-н Малоун ревнува, когато пристига новата учителка по география г-жа Парфит, и всички ученици са развълнувани от това, че тя е блестящ учител. Когато се обявява, че няма достатъчно пари за екскурзия по география и история и че най-популярната екскурзия ще бъде тази, която ще получи финансиране, двамата учители се впускат в ожесточена конкуренция, за да бъде избрана тяхната екскурзия. Г-н Малоун прилага мръсни тактики - открадва запасите от кафе на г-жа Парфит, така че тя да е уморена и да не може да преподава, и се опитва да разбере как произвежда истински дим от своя модел на вулкан в клас - като едва не се взривява при това. Междувременно Лили се оплаква, че Роб е твърде "момчешки" - тя намира неговото шумно поведение и оригване за отвратително и решава да му даде доза от собственото му лекарство. Това се оказва обратен ефект - тя се храни отвратително в негово присъствие с намерението да го шокира, но той дори не забелязва това. За разлика от нея на Оли му е писнало да бъде третиран от останалите като едно от момичетата и Роб се съгласява да научи Оли да бъде по-момчешки. |    |                                                     |               |                               |                   |                            |                     |
| 29 | 3  | Научен шик ("Science Chic")                         | Джордж Чиугас | Антъни МакМъри                | 14 септември 2017 | 10 ноември 2021            | Неизвестно          |
| В училището е обявено състезание по бизнес науки и Лили и Марта отчаяно искат да бъдат ръководители на проекта. Лили смята, че тя ще бъде най-добрият кандидат, защото задачата е да се организира модно ревю, а тя е по-креативна. Марта иска да бъде ръководител на проект, за да се срещне с бизнес героя си сър Адам Солт. Решава се, че ролята ще бъде поверена на този, който успее да измисли най-добрия дизайн на облекло. Лили е убедена, че ще спечели, но въпреки всичко Марта печели с дизайна си на "лабораторна престилка". Марта се увлича и се превръща в истинска модна маниачка. Лили е разстроена, че Марта е поела естествената ѝ роля, а Марта на свой ред ревнува, когато открива, че Лили и Оли работят щастливо върху електронната таблица. Допълнителна вреда е, че майката на Марта се опитва да се намеси и да промени дизайна на колекцията. Междувременно, когато Джас случайно разрушава рафтовете в кабинета на госпожа Ренисън, господин Салфорд е принуден да ги поправи. Джас погрешно смята, че баща ѝ е специалист по "направи си сам" - всъщност той е безнадежден, но никога не е имал смелостта да каже на Джас. |    |                                                     |               |                               |                   |                            |                     |
| 30 | 4  | Собствена стая ("A Room of Her Own")                | Иън Къртис    | Джонатан Паркин               | 21 септември 2017 | 11 ноември 2021            | Неизвестно          |
| Лили решава, че спалнята ѝ е бебешка и се нуждае от промяна, която да отразява факта, че вече е тийнейджърка, затова Лили и майка ѝ решават да дарят всичките ѝ стари играчки на предстоящия училищен благотворителен търг. Джас и майката на Лили тайно планират да пребоядисат стаята ѝ като изненада, когато Лили е навън. Междувременно в класа "Уроци по живот" Марта и Оли доброволно се съгласяват да станат родители на ново "бебе приложение", мислейки, че това ще е лесна задача. Напълно разгромени от постоянния плач и изисквания на бебешкото приложение, те прехвърлят "бебето" на Каси и Максуел, които на свой ред скоро са на ръба на здравия си разум. |    |                                                     |               |                               |                   |                            |                     |
| 31 | 5  | Шаферката ("Never the Bridesmaid, Never the Bride") | Иън Къртис    | Луси Гай                      | 28 септември 2017 | 12 ноември 2021            | Неизвестно          |
| Джас е помолена да бъде шаферка и се притеснява, че ще бъде твърде тромава, за да се справи. Лили предлага да организира имитация на сватба, за да може Джас да репетира - със себе си и Роб като младоженец и булка! Докато планира големия ден, тя толкова се увлича, че всъщност няма време за Роб и го отбягва, точно когато той е готов да премине на следващо ниво в отношенията им и да покани Лили на романтична вечеря. Междувременно г-н Салфорд е помолен да направи презентация, за да стане представител на младежкия хокей в района. Притеснен от публичното говорене, той моли г-жа Григс да му помогне. Г-жа Григс заявява, че той трябва да произнесе реч на фалшивата сватба. |    |                                                     |               |                               |                   |                            |                     |
| 32 | 6  | Полет до луната ("Fly Me to the Moon'")             | Иън Къртис    | Марк Осуин                    | 5 октомври 2017   | 15 ноември 2021            | Неизвестно          |
| Никой не иска да бъде партньор на Джас в експерименталния петък, тъй като научните ѝ проекти винаги са твърде луди и амбициозни, което означава, че получава ниски оценки. Въпреки това първо Руфъс е привлечен в отбора на Джас, а след това Оли и Роб. Джас вика Оли и Роб в залата по изкуствата и когато стигат там, всичко е в тъмнина, докато изведнъж светлините не светват и Джас и Руфъс не обявяват от контролната зала в съседство: "Отивате на Луната!". Тя е превърнала стаята за рисуване в космически кораб, за да проведе експеримент за това как тийнейджърите се справят с това да бъдат затворени заедно по време на дълго космическо пътешествие. Междувременно Лили и Марта са в двойка с Каси и Максуел за експерименталния петък. Лили се притеснява, че двамата с Роб очевидно са несъвместими, тъй като той мрази любимия ѝ естествоизпитател Стив Батчелор, а Каси и Максуел решават да "изучат" Лили като част от научния си проект, изследващ проблемите на тийнейджърските взаимоотношения. |    |                                                     |               |                               |                   |                            |                     |
| 33 | 7  | Хормонен ужас ("Hormone Horror")                    | Джордж Чиугас | Луси Гай                      | 12 октомври 2017  | 16 ноември 2021            | Неизвестно          |
| Марта започва да се държи странно, да е емоционална и да реагира прекалено остро на нещата. Тя с ужас разбира, че хормоните ѝ са се задействали. Лили ѝ съчувства - тя изпитва същото. Джас не усеща никакъв ефект от хормоните си, но тъй като не иска да се чувства изоставена, решава да се преструва. Изправени пред двама тийнейджъри, които изглеждат хормонални, госпожа Фицджералд и господин Салфорд обединяват усилията си, за да се справят с проблема. Решават, че упражненията са чудесен антидот, и се опитват да насърчат Джас и Марта да се включат в новия клас по улични танци, който г-жа Парфит води. Междувременно г-жа Григс иска да стане най-добра приятелка на г-жа Парфит и смята, че класът по улични танци на г-жа Парфит е идеалната възможност да я впечатли. |    |                                                     |               |                               |                   |                            |                     |
| 34 | 8  | Списъкът с желания ("Ultimate Bucket")              | Иън Къртис    | Луси Гай                      | 19 октомври 2017  | 17 ноември 2021            | Неизвестно          |
| Марта и Оли изхвърлят Каси и Максуел от отбора по математика, отчаяни, че не искат да бъдат изпреварени, както миналата година, от светкавичната техника на по-младата двойка. Възмутени, Каси и Максуел се заклеват да се борят за полагащото им се място в отбора. След преживяване, което смята за близко до смъртта, Алфи е решен да състави и изпълни "списък с желания", преди да е станало твърде късно. Джас си мисли, че му помага, като го насърчава да прави най-страховитите неща, за които се сеща, но бедният Алфи все повече се травмира. Джас осъзнава, че наистина трябва да му помогне да постигне личната си цел - да прекарва време с Марта! Междувременно Роб трябва да посещава клуб за наваксване по история, ръководен от г-н Малоун. Лили е разочарована, тъй като почти не вижда Роб, а г-жа Парфит ревнува от популярността на клуба. |    |                                                     |               |                               |                   |                            |                     |
| 35 | 9  | Справяне с гнева ("Anger Management")               | Джордж Чиугас | Джули Бауър                   | 26 октомври 2017  | 18 ноември 2021            | Неизвестно          |
| Предстои училищното забавно бягане с 3 крака. Лили иска Роб да бяга с нея, но Роб има намерение да бяга с Джени Джоунс, която е по-атлетична от Лили. Това предизвиква спор - или по-скоро Лили се ядосва. Роб е толкова сговорчив, че просто отстъпва и се съгласява да си партнира с Лили. Това още повече разстройва Лили - защо той просто не може да отвърне на спора? Той е толкова спокоен, че сякаш не му пука! Дори самият Роб започва да се притеснява, че нещо не е наред с него. Лили разказва на Каси и Максуел за неспособността на Роб да се ядосва и те решават да го излекуват. Това не е лесна задача и се налага да прибегнат до хипноза. Междувременно сред родителите има съревнование кой да организира забавното бягане тази година. Когато Джас създава анимиран ГИФ на г-жа Фицджералд, настъпва объркване и г-жа Фицджералд и г-жа Хамптън смятат, че г-н Салфорд се опитва да саботира плановете им за забавното бягане. |    |                                                     |               |                               |                   |                            |                     |
| 36 | 10 | Мегазавър ("Megasaurus")                            | Джордж Чиугас | Джули Бауър                   | 2 ноември 2017    | 19 ноември 2021            | Неизвестно          |
| Лили се притеснява, че Джас се чувства изоставена. Тъй като Оли и Марта са почти двойка, както и тя и Роб, тя решава, че Джас има нужда от гадже. Когато чува Руфъс да говори влюбено за гъбични спори, Лили погрешно си мисли, че той говори за Джас. Тя смята, че двамата биха били чудесна двойка, и решава да обучи Джас на запознанства. Отначало Джас е достатъчно щастлива, за да се съгласи, особено след като тренировките включват много храна! Когато Лили настоява всички да отидат на двойна среща, за да гледат училищен шахматен мач, и Джас, и Роб се отказват в последния момент и Лили е разстроена - изглежда, че собствената ѝ връзка е в разпад! Междувременно г-жа Григс стартира схема за наставничество и Максуел избира Оли. Първоначално Оли е поласкан, но скоро му писва от това, че Максуел го побеждава на шах. Оли не може да си признае, че е забравил как да изпълни легендарния си шахматен ход - "Гамбит на Коултън", и за да избегне унижението, се преструва, че всеки път оставя Максуел да спечели. Тъй като Оли и Максуел прекарват толкова много време заедно, Марта и Каси се чувстват изоставени и, виждайки възможност да разделят момчетата, замислят да направят така, че Максуел и Оли да се изправят един срещу друг в началните кръгове на шахматния клуб. |    |                                                     |               |                               |                   |                            |                     |
| 37 | 11 | Брошката ("Bug Brooch")                             | Джордж Чиугас | Джулия Кент                   | 9 ноември 2017    | 22 ноември 2021            | Неизвестно          |
| Лили се радва, когато Роб й купува подарък за първи път - само че това е ужасна брошка с формата на буболечка! Джас предлага да я счупи нарочно, за да не се налага Лили да я носи, но Роб хваща Джас да се опитва да я счупи. Тъй като не иска да разкрие Лили, Джас казва на Роб, че е откраднала брошката, защото е влюбена в самия Роб и много ревнува Лили. Роб вярва на това, но сега Лили и Джас трябва да се преструват, че се скарват, а Джас трябва да се преструва, че е влюбена в изнервения Роб! Междувременно г-н Малоун отговаря за съставянето и погребването на училищна капсула на времето. Той с радост прехвърля отговорността на Оли и Марта, които искат да гарантират, че тяхното наследство ще остане за идните поколения. Състезават се обаче с Каси и Максуел. |    |                                                     |               |                               |                   |                            |                     |
| 38 | 12 | Епидемията ("Cranmede Fever")                       | Иън Къртис    | Адам Гудуин и Джонатан Паркин | 16 ноември 2017   | 23 ноември 2021            | Неизвестно          |
| Отборът на Марта и Оли винаги е на първо място в училищната викторина за общи познания. Лили е решена, че тази година тя и Джас ще победят Марта и Оли. Въпреки това и Лили, и Марта се разболяват от грип. Максуел и Каси са привлечени като заместници на Лили и Марта, които продължават да дават нареждания от болничните си легла. Джас е уверена, че няма да се разболее заради домашно приготвената здравословна напитка на баща ѝ. Джас и Максуел на свой ред се опитват да се възползват от хипохондрията на Оли, за да спечелят надмощие. Междувременно г-жа Григс решава да изпълни салса танц преди викторината, а партньорът ѝ е неохотно настроеният г-н Малоун. Когато госпожа Григс получава грип, госпожа Парфит трябва да се намеси. |    |                                                     |               |                               |                   |                            |                     |
| 39 | 13 | Сбогом, на добър час ("So Long, Farewell")          | Джордж Чиугас | Мат Брито                     | 23 ноември 2017   | 24 ноември 2021            | Неизвестно          |
| На Марта е предложено място в елитното училище "Грейтейкър", подпомагано и насърчавано от майката на Марта, г-жа Фицджералд, и нейния собствен "път към величието". Марта съобщава на класа си, че ще напусне в края на срока, което шокира всички, особено Оли. Лили и Джас решават да ценят последните мигове с Марта, но Оли решава да прекъсне всякакъв контакт с Марта, за да се адаптира бързо към тази голяма промяна. Г-жа Григс се притеснява, че когато Марта напусне, средният успех на училището ще падне и то ще загуби финансирането на танцовото студио, което тя е манипулирала да бъде наречено на нейно име. Затова тя полага всички усилия да се скрие от Марта, за да не може да подпише формулярите за преместване. |    |                                                     |               |                               |                   |                            |                     |

## Сезон 4 (2018)
| № | #  | Заглавие                                          | Режисура      | Сценарий                      | Първо излъчване   | Първо излъчване в България | Рейтинг (в милиони) |
| --- | -- | ------------------------------------------------- | ------------- | ----------------------------- | ----------------- | -------------------------- | ------------------- |
| 40 | 1  | Бандата ("The Band")                              | Иън Къртис    | Антъни МакМъри                | 23 август 2018    | 25 ноември 2021            | Неизвестно          |
| Оли, Роб, Джас и Сид участват в "Битката на бандите" с бездарния г-н Малоун! Лили иска ухажорът на майка ѝ Кен да я хареса, а Джас се опитва да запознае ухажора Сид с баща си.                                  |    |                                                   |               |                               |                   |                            |                     |
| 41 | 2  | Да поговорим за любовта ("Let's Talk About Love") | Иън Къртис    | Луси Гай                      | 23 август 2018    | 26 ноември 2021            | Неизвестно          |
| Лили има голямо изявление - тя ще каже на Роб, че го обича... но първо ще му построи футболен стадион от пръчици за близалки. Лесно (не лесно)!                                                                  |    |                                                   |               |                               |                   |                            |                     |
| 42 | 3  | Когато има завещание ("Where There's A Will")     | Иън Къртис    | Адам Гудуин и Джонатан Паркин | 30 август 2018    | 29 ноември 2021            | Неизвестно          |
| В деня, в който Марта иска от Лили 7 пенса, които ѝ дължи, Лили наследява много пари. Решена да докаже, че Марта е дребнава, Лили решава да сподели богатството си с всички.                                     |    |                                                   |               |                               |                   |                            |                     |
| 43 | 4  | Раздели ("Breaking Up")                           | Иън Къртис    | Джулия Кент                   | 6 септември 2018  | 30 ноември 2021            | Неизвестно          |
| Инстинктът на Лили ѝ подсказва, че съученичката ѝ Карла харесва Роб. Роб отрича, но Лили се заема да докаже, че инстинктът ѝ е верен с помощта на Марта.                                                         |    |                                                   |               |                               |                   |                            |                     |
| 44 | 5  | Teenealogy                                        | Джордж Чиугас | Марк Осуин                    | 13 септември 2018 | 1 декември 2021            | Неизвестно          |
| Инстинктът на Лили ѝ подсказва, че съученичката ѝ Карла харесва Роб. Роб отрича, но Лили се заема да докаже, че инстинктът ѝ е верен с помощта на Марта.                                                         |    |                                                   |               |                               |                   |                            |                     |
| 45 | 6  | Външен вид и любов ("The Look and Love")          | Джордж Чиугас | Луси Гай                      | 20 септември 2018 | 2 декември 2021            | Неизвестно          |
| Роб участва в конкурс за модели и Лили е твърдо решена, че той ще спечели, като използва "външния си вид". Марта практикува запознанства, само че влюбеният ѝ партньор Руфъс не знае, че това е само преструвка. |    |                                                   |               |                               |                   |                            |                     |
| 46 | 7  | Loyalty Points                                    | Джордж Чиугас | Адам Гудуин и Джонатан Паркин | 27 септември 2018 | 5 декември 2021            | Неизвестно          |
| Лили и Джас симулират скандал, за да накарат Роб и Сид да спрат да се карат, докато Оли и Марта обучават г-н Малоун да бъде по-добър учител.                                                                     |    |                                                   |               |                               |                   |                            |                     |
| 47 | 8  | Date Night                                        | Иън Къртис    | Джули Бауър                   | 4 октомври 2018   | 6 декември 2021            | Неизвестно          |
| Лили планира перфектна среща, за да отпразнува годишнината си с Роб, но майка ѝ и Кен може да провалят всичко. Междувременно Марта неохотно се съгласява на технологична детоксикация.                           |    |                                                   |               |                               |                   |                            |                     |
| 48 | 9  | Practice Makes Perfect                            | Джордж Чиугас | Антъни МакМъри                | 11 октомври 2018  | 7 декември 2021            | Неизвестно          |
| Лили, Марта и Оли стават инспектори, а властта се отразява на главите им, което означава, че Роб може да не успее да изиграе важен футболен мач. Джас и Сид оглавяват съпротивата.                               |    |                                                   |               |                               |                   |                            |                     |
| 49 | 10 | Scary Movie                                       | Джордж Чиугас | Марк Осуин                    | 18 октомври 2018  | 8 декември 2021            | Неизвестно          |
| Настъпва Хелоуин и Джас полага изключителни усилия, за да излекува многобройните страхове на Лили преди страшното ѝ парти, докато Оли се влюбва в новото момиче Ем.                                              |    |                                                   |               |                               |                   |                            |                     |
| 50 | 11 | Three's Company, Four's a Crowd                   | Джордж Чиугас | Мат Брито                     | 25 октомври 2018  | 9 декември 2021            | Неизвестно          |
| Марта и Оли са уверени, че могат да спечелят наградата за наука "Макшерман", но трябва да измислят една сложна формула - как да извадят Роб от отбора си, без да загубят Лили.                                   |    |                                                   |               |                               |                   |                            |                     |
| 51 | 12 | Inspiring Women of Tomorrow                       | Джордж Чиугас | Луси Гай                      | 1 ноември 2018    | 12 декември 2021           | Неизвестно          |
| Момичетата следват приложение, което обещава бъдещ успех, но могат ли да устоят на слабостите си? |    |                                                   |               |                               |                   |                            |                     |

## Сезон 5 (2019)
| № | #  | Заглавие                  | Режисура   | Сценарий   | Първо излъчване   | Първо излъчване   | Рейтинг (в милиони) |
| --- | -- | ------------------------- | ---------- | ---------- | ----------------- | ----------------- | ------------------- |
| 52 | 1  | Waitress Wars             | Неизвестно | Неизвестно | 12 септември 2019 | 12 септември 2019 | Неизвестно          |
| Лили обича да работи в кафене, докато Джас не се присъединява към нея и не променя нещата, за да превърне работата в истинско забавление за нея. Марта е шокирана и разстроена, когато научава, че Оли си има приятелка, и враждува с нея заради ревността си. Сид казва, че може да напусне училище "Кранмед", с което Джас изненадващо няма нищо против, но Роб е наистина натъжен и се драматизира. |    |                           |            |            |                   |                   |                     |
| 53 | 2  | Awardatarian              | Неизвестно | Неизвестно | 19 септември 2019 | 19 септември 2019 | Неизвестно          |
| Марта и Оли се състезават за спечелване на награди, като обучават на техника бившия пънкар Джони и бъбривата Мейзъл. Междувременно, като част от Световната седмица на хуманитарните дейности, г-н Малоун назначава Джас за "таен купувач", за да установи кой не спазва правилата и не е мил с всички. Лили, която отчаяно иска да спечели наградата, се вбесява от постоянната любезност и прави всичко възможно, за да принуди Джас да признае, че тя е тайният купувач. |    |                           |            |            |                   |                   |                     |
| 54 | 3  | Head Boy Hearts Girl      | Неизвестно | Неизвестно | 26 септември 2019 | 26 септември 2019 | Неизвестно          |
| Лили си мисли, че Хънтър, главното момче, е влюбен в нея. Лили също е влюбена, но знае, че Роб е правилното момче за нея, затова Джас я инструктира да бъде груба с Хънтър. Марта и Кат се състезават за избора си да бъде превърнат в статуя за "седмицата на жените, които промениха света". Хънтър помага на Марта да получи подписи заради влюбването си в нея, докато Лили все още вярва, че той я харесва, и иска да влезе в компанията на нейните приятели. Оли избягва Марта и Кат, тъй като не иска да бъде притискан да гласува за едната или другата, защото ще си навлече омразата на другата, затова се преструва, че няма мнение за избора им. Марта е притеснена, че получава гласове само защото Хънтър ги иска, а това не е това, което тя защитава. |    |                           |            |            |                   |                   |                     |
| 55 | 4  | Lou Dun It                | Неизвестно | Неизвестно | 3 октомври 2019   | 3 октомври 2019   | Неизвестно          |
| Когато Лу в кафенето организира пиеса с участието на г-н Малоун, но без Лили, Лили се бунтува и се опитва да ѝ докаже, че е добра актриса. Междувременно Джас разговаря със Сид телепатично и Марта се заема да ѝ докаже, че телепатията не съществува и че не продължава да излиза със Сид. Оли се страхува, че Кат ще се разочарова от интелектуалните му способности поради скорошната му неспособност да разрешава загадки с убийства. |    |                           |            |            |                   |                   |                     |
| 56 | 5  | No Pain No Gain           | Неизвестно | Неизвестно | 10 октомври 2019  | 10 октомври 2019  | Неизвестно          |
| Роб се опитва да обучи г-н Малоун като част от модула си за ниво А по физическо възпитание, но вместо това г-н Малоун го кара да играе видеоигри. Роб се преструва, че се е контузил и е на патерици, за да не му се налага да играе, в резултат на което Хънтър го тренира вместо него и го кара да се занимава с физическо възпитание наистина. Роб продължава да лъже Лили, че е контузен, за да продължи да я обучава за модула си, тъй като тя не би го направила, ако не беше контузията му. Междувременно Джас продава безполезни скулптури в Мъгшотц, защото "вселената ѝ е казала да го направи", и се обзалага с Лу относно скулптурите. |    |                           |            |            |                   |                   |                     |
| 57 | 6  | V day                     | Неизвестно | Неизвестно | 17 октомври 2019  | 17 октомври 2019  | Неизвестно          |
| Денят на влюбените наближава и Марта и Оли са твърдо против, докато Марта не помага на Оли да планира образователна, но и романтична вечер с Кат. Лу забранява на кафенето си всичко, свързано с него, докато не получи валентинка. Лили полудява по нея, но Роб е по-заинтересован от футболния си мач. Джас се опитва да измисли подаръци, които да изпрати на Сид на Свети Валентин, а г-н Малоун и Хънтър се опитват да си намерят партньори, като и двата опита се провалят. |    |                           |            |            |                   |                   |                     |
| 58 | 7  | Open Mice                 | Неизвестно | Неизвестно | 24 октомври 2019  | 24 октомври 2019  | Неизвестно          |
| Марта и г-н Малоун обединяват сили срещу Хънтър, Оли и Кат в състезание по стендъп комедия, организирано от Лу в кафенето. Междувременно Джас се сприятелява с мишките, намиращи се в кафенето, което застрашава продължаването на вечерта и възможността Лили да получи бакшиши, за да може да си купи пелерина за 99 паунда. Лили и Джас се обединяват, за да запазят мишките в тайна и да не излизат навън. Марта използва знанията си, за да помогне за свалянето на Хънтър, но неправилно разбира защо той е с вързан език около нея. |    |                           |            |            |                   |                   |                     |
| 59 | 8  | None of your business     | Неизвестно | Неизвестно | 31 октомври 2019  | 31 октомври 2019  | Неизвестно          |
| Оли става управител на кръчмата за един ден, за голямо удоволствие на Лили и Джас, които най-накрая могат да добавят в менюто и да носят домашно приготвени костюми. Г-н Малоун и Лу попадат в капан в мазето, а дотогава на Лили и Джас им е писнало от решенията на Оли и Кат. Лили и Джас започват стачка, но Оли се оказва в лепкава ситуация, когато отменя поръчката за хранителни стоки, има много клиенти заради вчерашната сделка и е оценяван от анонимен рецензент на "Оценете моето кафене". |    |                           |            |            |                   |                   |                     |
| 60 | 9  | Never meet your heroes    | Неизвестно | Неизвестно | 7 ноември 2019    | 7 ноември 2019    | Неизвестно          |
| Оли и Руфъс побеждават в непобедима игра, а известният блогър и бивш ученик от Кранмед Джам9Т7 иска да манипулира момчетата да му кажат как са го направили, за да може да предава на живо разкритието на милионите си последователи. Междувременно Лили и Джас се опитват да започнат влог за проблема с пластмасите в околната среда, в резултат на което Лили губи представа за целта и се държи така, сякаш е знаменитост като Джам9Т7. Тя се опитва да излъже във влога за употребата на пластмаси от Кръчмата и Кранмед, за да спечели слава. Оли е повлиян от Джам 9Т7 и напуска екипа си заедно с Руфъс и е манипулиран от него. |    |                           |            |            |                   |                   |                     |
| 61 | 10 | Radio PI                  | Неизвестно | Неизвестно | 14 ноември 2019   | 14 ноември 2019   | Неизвестно          |
| Оли се съгласява да води радиопредаване с Марта, наречено "Радио Пи", но лъже Кат за това поради напрежението между Кат и Марта. Марта е доволна, че Оли отново е на нейна страна. Лъжата на Оли, че е в студиото, за да помогне на г-н Малоун да напише песен, се проваля, когато всъщност трябва да я направи заедно с него. Роб помага, тъй като Лили е обсебена от факта, че се нуждаят от песен, която да олицетворява връзката им, а Роб вярва, че песента на г-н Малоун може да свърши работа. Марта е разочарована от разговорите за връзката, така че радио ПИ е напълно фактическо. Джас обаче създава предаване за връзките и става твърде популярна в училището до степен, в която трябва да спре да бъде лелята-агонистка. |    |                           |            |            |                   |                   |                     |
| 62 | 11 | Our Brilliant Careers     | Неизвестно | Неизвестно | 21 ноември 2019   | 21 ноември 2019   | Неизвестно          |
| Групата прекарва няколко дни в проследяване на работата в предпочитаните от тях професии. Лили отчаяно иска да стане актриса, но за неин ужас трябва да играе ролята на селянка Мари, когато мечтае да играе роля в кралско семейство. За да изглежда като добра актьорка, Лили адаптира ролята така, че да ѝ подхожда повече. Кат притиска Оли да изпробва кариерата си като маркетинг мениджър и той силно не я харесва, поради липсата на научна методология. Марта не може да избере дали да стане хирург, финансов съветник или университетски преподавател, затова се опитва да опита и трите, за да вземе решение. |    |                           |            |            |                   |                   |                     |
| 63 | 12 | Virtue and Virtuality     | Неизвестно | Неизвестно | 28 ноември 2021   | 28 ноември 2021   | Неизвестно          |
| Лили се пристрастява към игра с виртуална реалност, която ѝ позволява да бъде всичко, което не е. В крайна сметка тя се влюбва във виртуалния герой Джак Стормхарт. Лили научава, че Роб играе Джак, и се опитва да накара Роб във виртуалната реалност да ѝ признае, че харесва момичето от виртуалната реалност повече от истинската си приятелка, като и двете са Лили, без той да знае. Оли е принуден да изрази чувствата си, поради опасенията на Кат за това накъде върви връзката им, с помощта на Руфъс. Джас представя дипломната работа на Марта на конкурс за посещение на Големия адронен колайдер, на който тя присъства през лятото. Оли осъзнава, че има неразрешени проблеми с Марта, които трябва да реши. Джас се притеснява, че Сид се е разлюбил с нея заради това, че тя е твърде случайна в сравнение с приятелите му от колежа. |    |                           |            |            |                   |                   |                     |
| 64 | 13 | All We Want for Christmas | Неизвестно | Неизвестно | 5 декември 2019   | 5 декември 2019   | Неизвестно          |
| Лили планира перфектния обяд на Бъдни вечер за Марта, Джас, Оли, Роб и Сид. Марта си има ново гадже, шведския Густав, който предизвиква у Марта приповдигнато и щастливо настроение, но оставя Оли потиснат, тъй като той планира да покани Марта на среща през лятото. Густав е много по-различен от представата на групата и се държи ужасно с нея, включително и на партито на Лили по време на видеовръзката. Марта е разстроена от отговора на Лили към Густав и се радва, че тя заминава за Швеция, за да се види с приятеля си. Сид разстройва Джас, като изразява неприязънта си към звънчетата на шейната и подаръците - любимите аспекти на Коледа на Джас. Лили и Роб са разстроени един от друг, след като установяват, че нито един от тях не харесва подаръците, които получават един от друг, затова ги даряват в кутията за подаръци на Сид за благотворителност. Лу и г-н Малоун тайно планират коледно парти, но Джас и Лили смятат, че се свалят. |    |                           |            |            |                   |                   |                     |

## Сезон 6 (2020)
| № | #  | Заглавие                | Режисура        | Сценарий       | Първо излъчване   | Първо излъчване   | Рейтинг (в милиони) |
| --- | -- | ----------------------- | --------------- | -------------- | ----------------- | ----------------- | ------------------- |
| 65 | 1  | Heads We Win            | Иън Къртис      | Марк Осуин     | 6 август 2020     | 6 август 2020     | Неизвестно          |
| Марта и Оли най-накрая са приели романтичните си чувства един към друг и вече са двойка. Когато Роб напуска Лили, тя е твърдо решена да докаже на Марта, че е съвсем наред, като се кандидатира за главна девойка срещу нея, доказвайки, че е сила, с която трябва да се съобразяват. Междувременно Сид се опитва да саботира "репресивната идеология" по различни начини, включително като открива правило, според което момчето и момичето не могат да бъдат нито роднини, нито във връзка. Това притеснява Оли, тъй като той вече е старши момче. В крайна сметка Марта и Оли заемат местата на старши момче и момиче, но Марта решава да прекрати връзката им, което разстройва Оли. |    |                         |                 |                |                   |                   |                     |
| 66 | 2  | Face Off                | Иън Къртис      | Антъни МакМъри | 6 август 2020     | 6 август 2020     | Неизвестно          |
| Кат се разочарова от високия авторитет на Марта и Оли в училището и се опитва да ги засенчи, като участва във филма на г-н Малоун. Междувременно Лили и Джас помагат на Оли и Марта да прекарат известно време разделени, за да потиснат всички романтични чувства, които все още изпитват един към друг. |    |                         |                 |                |                   |                   |                     |
| 67 | 3  | Travel Bug              | Иън Къртис      | Луси Гай       | 13 август 2020    | 13 август 2020    | Неизвестно          |
| Джас и Лили планират да пътуват заедно, но скоро откриват, че не споделят една и съща представа за перфектната почивка. Лили моли Марта и Оли да ѝ помогнат да убеди Джас да се откаже. |    |                         |                 |                |                   |                   |                     |
| 68 | 4  | Possession Obsession    | Иън Къртис      | Луси Гай       | 20 август 2020    | 20 август 2020    | Неизвестно          |
| Г-н Малоун организира инсценировка на съдебен процес, за да разреши спора, който Марта и Оли водят за собствеността на Едисон - плюшена крушка, която са спечелили заедно на един панаир, докато Джас решава, че двамата със Сид трябва да раздадат всичките си вещи, което не се отразява добре на Сид. |    |                         |                 |                |                   |                   |                     |
| 69 | 5  | Mascots                 | Джейсън Уингард | Марк Осуин     | 27 август 2020    | 27 август 2020    | Неизвестно          |
| Лили се опитва да убеди приятелите си, че е топмодел, Марта си намира работа в кръчмата, а Оли се опитва да бъде готин като Сид. |    |                         |                 |                |                   |                   |                     |
| 70 | 6  | Deny And Deniability    | Неизвестно      | Неизвестно     | 3 септември 2020  | 3 септември 2020  | Неизвестно          |
| Новото гадже на Лили - Боб - толкова прилича на Роб, че Марта и Оли използват науката, за да докажат, че Лили не е забравила Роб, което води до шокиращо откритие. Междувременно г-н Малоун дава ужасен съвет на Джас. |    |                         |                 |                |                   |                   |                     |
| 71 | 7  | Do The Write Thing      | Неизвестно      | Неизвестно     | 10 септември 2020 | 10 септември 2020 | Неизвестно          |
| Лили и Марта се състезават да станат най-добри приятелки на ученичката по обмен Кесия. Междувременно Оли трябва да напише студентската си дипломна работа по памет, а г-н Малоун се опитва да напише роман. |    |                         |                 |                |                   |                   |                     |
| 72 | 8  | Singletonia             | Неизвестно      | Неизвестно     | 17 септември 2020 | 17 септември 2020 | Неизвестно          |
| Приятелите на Лили са гаджосани и я изоставят, затова тя се опитва да раздели щастливите двойки. Междувременно Кат се опитва да научи Джас да бъде безмилостна. |    |                         |                 |                |                   |                   |                     |
| 73 | 9  | Electronic Dance Martha | Неизвестно      | Неизвестно     | 24 септември 2020 | 24 септември 2020 | Неизвестно          |
| Когато Марта и Кат използват математиката, за да създадат танцова песен, те стават поп звезди за една нощ. |    |                         |                 |                |                   |                   |                     |
| 74 | 10 | So Lily                 | Неизвестно      | Неизвестно     | 1 октомври 2020   | 1 октомври 2020   | Неизвестно          |
| Лили и Джас полудяват, когато Мейзъл променя Кръчмата и разкрива, че новото онлайн преживяване на кафенето - камера за торти - има 250 000 последователи. |    |                         |                 |                |                   |                   |                     |
| 75 | 11 | Shaved by the Bell      | Неизвестно      | Неизвестно     | 8 октомври 2020   | 8 октомври 2020   | Неизвестно          |
| Тук няма нищо за гледане, просто още един нормален ден в Кранмед: Сид изпада в криза заради бръсненето на главата си, Джас се научава да язди варени яйца, а г-н Малоун предава Гръмотевицата. |    |                         |                 |                |                   |                   |                     |
| 76 | 12 | Academic Lily Speaking  | Неизвестно      | Неизвестно     | 15 октомври 2020  | 15 октомври 2020  | Неизвестно          |
| Марта и Лили се опитват да си намерят гаджета. Междувременно Оли е стресиран. |    |                         |                 |                |                   |                   |                     |
| 77 | 13 | Prom!                   | Неизвестно      | Неизвестно     | 22 октомври 2020  | 22 октомври 2020  | Неизвестно          |
| Лили се вълнува за бала, но никой от приятелите ѝ не иска да отиде. |    |                         |                 |                |                   |                   |                     |
| 78 | 14 | Promtime TV             | Неизвестно      | Неизвестно     | 22 октомври 2020  | 22 октомври 2020  | Неизвестно          |
| В документален филм зад кулисите членовете на актьорския състав Клео Деметриу, Емили Бърнет и София Дал'аглио си спомнят за годините, през които са снимали заедно сериала, и изразяват благодарността си за приятелите, които са намерили по пътя си. |    |                         |                 |                |                   |                   |                     |

## В България
В България първи сезон започва по Disney Channel на 7 юни 2021 г. с разписание нов епизод всеки делник от 16:30 с повторение от 10:55, и в събота от 12:35. На 20 септември започва втори сезон с разписание всеки делник от 17:55 с повторение от 10:25 и събота и неделя от 16:00. На 8 ноември започва трети сезон с разписание нов епизод от 17:45 с повторение от 10:20 и събота и неделя от 15:00. На 25 ноември започва четвърти сезон, веднага след трети и свършва на 12 декември.
Дублажът е нахсинхронен и на студио Доли. Ролите се озвучават от Мина Костова, Ася Рачева, Цветослава Симеонова, Иван Велчев, Кристиян Върбановски, Христо Димитров и ролята на Марта - Венислава Паунова.